# Мервская митрополия

Несторианские епархии в X веке. Мервская митрополия в верхнем правом углу.

Мервская митрополия — христианский (несторианский) центр, существовавший в раннем Средневековье в городе Мерв. Появление митрополии связано с деятельностью Бар Шабы. В столице Персии он исцеляет принцессу Шираран, которая принимает христианство. За это муж ссылает её в Мерв. По приказу Ширран в Мерве строят церковь и приглашают несторианское духовенство. Бар Шаба становится первым местным епископом (III век). Отсюда христианство распространяется на весь Хорасан и дальше, вдоль по Шёлковому пути, вглубь Средней Азии и в Китай. Монетный двор Мерва представляет собой единственный монетный двор Сасанидской империи, где на протяжении достаточно длительного времени выпускались монеты, имеющие знак креста на оборотной стороне.